# Нгонгуа

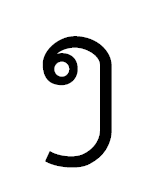

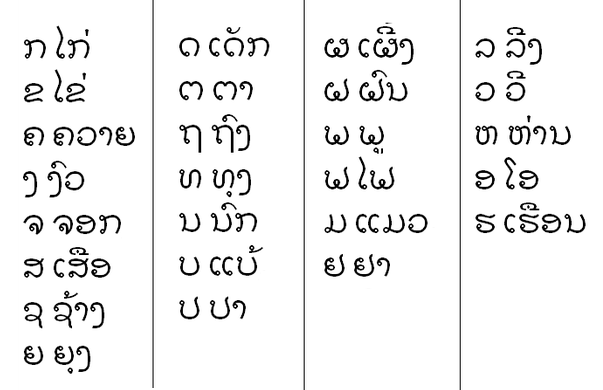
Алфавит

Нгонгуа (корова) — нго, четвёртая буква лаосского алфавита, в тайском алфавите соответствует букве нгонгу (змея), обозначает означает велярный носовой согласный . В слоге может быть как инициалью, так и финалью. Как инициаль относится к согласным аксонтам (нижний класс), может образовать слоги, произносимые 2-м, 3-м, 4-м  и 6-м тоном. 1-й и 5-й тон образуются с помощью диграфа хохан-нгонгуа, слова начинающиеся на этот диграф в словаре находятся в разделе буквы хохан. Как финаль слога нгонгуа образует кхампен (модулируемый слог).